# Alpi Venoste del Nord
Le Alpi Venoste del Nord (in tedesco Nördliche Ötzaler Alpen - dette anche Gruppo Kaunergrat-Venetberg-Geigenkamm) sono un massiccio montuoso delle Alpi Venoste. Si trovano in Tirolo (Austria).
Costituiscono la parte settentrionale delle Alpi Venoste (in tedesco Ötztaler Alpen). Prendono il nome anche dai massicci principali che le compongono: Kaunergrat, Venetberg e Geigenkamm.

## Delimitazioni
Ruotando in senso orario i limiti geografici sono: Pitztaler Jöchl, Taschachtal, Wannetjöchl, Kaunertal, fiume Inn, Landeck, fiume Inn, Ötztal, Pitztaler Jöchl.

## Classificazione
Secondo la SOIUSA esse sono un supergruppo alpino con la seguente classificazione:
- Grande parte = Alpi Orientali
- Grande settore = Alpi Centro-orientali
- Sezione = Alpi Retiche orientali
- Sottosezione = Alpi Venoste
- Supergruppo = Alpi Venoste del Nord
- Codice = II/A-16.I-C

## Suddivisione
Si suddividono in due gruppi e due sottogruppi:
- Costiera Kaunergrat-Venetberg (8)
  - Kaunergrat (8.a)
  - Venetberg (8.b)
- Geigenkamm (9)

## Montagne

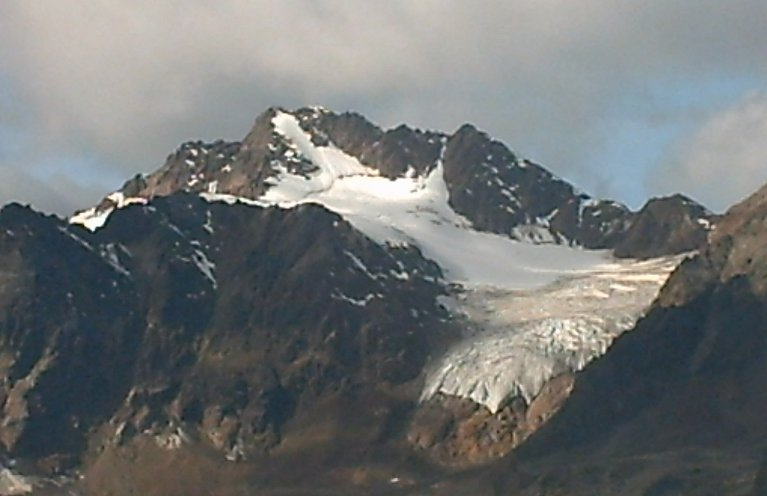
Il Bliggspitze.

Le principali montagne sono:
- Wazespitze - 3.532 m
- Vordere Ölgrubenspitze - 3.456 m
- Bliggspitze - 3.454 m
- Verpeilspitze - 3.425 m
- Hohe Geige - 3.395 m
- Rostizkogel - 3.394 m
- Seekogel - 3.358 m
- Puitkogel - 3.345 m
- Wassertalkogel - 3.252 m
- Luibiskogel - 3.112 m